# Uprawnienie do emisji zanieczyszczeń do powietrza
Uprawnienie do emisji zostało zdefiniowane w uchylonej ustawie o handlu uprawnieniami cieplarnianych i innych substancji z 22 grudnia 2004 roku jako uprawnienie do wprowadzania do powietrza ekwiwalentów gazów cieplarnianych (lub innych wymienionych w ustawie), które może być sprzedane, przeniesione lub umorzone (art. 3 pkt 15). 
Uprawnienia mają charakter zbywalny, posiadają realny wymiar ekonomiczny i wartość rynkową, a zatem wykazują cechy praw majątkowych. Uprawnienia przyznawane są obecnie w ramach Krajowego Planu Rozdziału Uprawnień na lata 2008-2012, co nadaje im charakter zezwolenia lub koncesji.
Obecnie kwestię uprawnień reguluje ustawa z dnia 12 czerwca 2015 r. o systemie handlu uprawnieniami do emisji gazów cieplarnianych (Dz.U. z 2024 r. poz. 1505).